# بانکووتسی
بانکووتسی (به بلغاری: Bankovtsi) یک منطقهٔ مسکونی در بلغارستان است که در شهرستان گابروو واقع شده‌است.